# Edlingham
Ne doit pas être confondu avec Eglingham.
Edlingham est un village et une paroisse civile du Northumberland, en Angleterre.
Le village abrite les ruines d'un château médiéval, le château d'Edlingham.

## Toponymie
Edlingham est un nom d'origine vieil-anglaise. Il désigne la ferme (hām) appartenant à la famille ou à l'entourage d'un dénommé Eadwulf, ou bien la ferme située à l'endroit appartenant à Eadwulf. Ce toponyme est attesté pour la première fois vers le milieu du XIe siècle sous la forme Eadwulfincham.

## Démographie
Au recensement de 2011, la paroisse civile d'Edlingham comptait 191 habitants.